# Hellion
Julian Keller, comúnmente llamado Hellion o Infernal (en España), es un personaje del cómic X-Men de Marvel Comics. Fue creado por Nunzio DeFilippis, Christina Weir y Keron Grant. Hizo su debut en New Mutants vol. 2 # 2, en agosto de 2003.

## Biografía ficticia

### Nuevos Mutantes y Academia X
Nacido en Los Ángeles, California, de padres que encontraron la manera de salir de la pobreza para convertirse en multimillonarios, Julian fue enviado al Instituto Xavier con la esperanza de que iba a aprender a usar sus poderes con cierta discreción. Hellion rápidamente adoptó una actitud de superioridad, lo que molestó a algunos de sus compañeros de clase. Rápidamente se convirtió en favorito de la directora, Emma Frost, que ve en él un gran líder. Él fue nombrado líder de campo de los Hellions.
Hellion mostró un gran interés en Sofía Mantega, colíder del rival escuadrón de los Nuevos Mutantes. Los dos tuvieron un efecto importante, uno en el otro. Mientras Sofía se volvió más rebelde, Julian se volvió más sensible. Sin embargo, cuando Sofía rechazó la invitación de Julian para el baile de la escuela, Julián invitó a las Stepford Cuckoos. 
A pesar de su relación con Sofía, se mostró duro con sus compañeros, principalmente con Prodigy, el líder de los Nuevos Mutantes. Su mejor amigo es Elixir.

### Tras el "Día M"
A raíz del Día M, el sistema de equipos anterior ha sido abandonado debido a la disminución del número de estudiantes. Los que se quedaron han sido colocados en un único escuadrón, llamado New X-Men. Debido a que rechazó el plan de Emma Frost de que boicoteara el ingreso de la joven X-23, ella le negó el liderazgo del grupo, cediéndoselo a Surge. Poco después, él terminó su relación con Sofía. Ella salió precipitadamente del Instituto y se fue enojada con Hellion. 
Julian, tiene problemas con sus poderes, cuando su compañera, Mercurio, fue secuestrada por los terroristas de "El Fondo". Julián se horroriza cuando ve a X-23 matar a las huestes de "El Fondo". Más tarde, se enfrentan a Kimura y un escuadrón de guardias. Después de una breve lucha, Julian y los demás rescatan a Mercurio.
Hellion es uno de los estudiantes que combaten contra Hulk cuando este se presenta en el Instituto. En el combate, Hulk le revienta los tímpanos a Hellion.
Mientras se recupera de sus heridas, Blindfold predice que Hellion quedará herido. Algunos de los New X-Men deciden lanzar un ataque preventivo contra los Purifiers. Después de espiar a los Purifiers, son emboscados por los Reavers y Lady Deathstrike, que hiere gravemente a Hellion. En la enfermería, Bestia y Prodigy logran estabilizarlo.
Julián se despierta en una habitación de hotel, aún conectado a equipos médicos, después de experimentar flashbacks de su lesión. Él encuentra a Emma Frost, que le informa a Julian que los X-Men se han desintegrado. Julian inmediatamente entra en pánico. Cuando Julián se despierta de nuevo, Emma se ha ido y trata de volver a casa, solo para descubrir que sus padres han puesto su casa a la venta y se mudaron sin decirle nada. Julian comienza a buscar a Magneto, pues siente que Magneto lo necesita.
Magneto lo rechaza, diciéndole que él sabe que Julián está muy afectado por la gente que amaba, tanto es así que quiere hacerles daño de nuevo al unirse a su "mayor enemigo".
Julian es posteriormente secuestrado junto con Boom-Boom y Surge por la Reina Lepra y su Liga Sapien. La Reina Lepra le inyecta con una versión modificada del Virus Legado. Hellion y Surge han sido enviados al edificio de las Naciones Unidas. Más tarde, Fuerza-X llega al edificio de las Naciones Unidas para salvarlos. Elixir cura a Julián y los demás del Virus, salvándolos.

### Utopía y Regenesis
Cuando manifestantes anti-mutantes liderados por Simon Trask marchan en San Francisco en apoyo de la Proposición X, Julian y otros mutantes intentan detener su manifestación. Cuando Hellion se burla de los manifestantes, Trask incita un motín. Durante el caos, Julian ataca físicamente Trask en la televisión nacional. El evento llama la atención de Norman Osborn y sus Vengadores Oscuros a la ciudad para restaurar el orden. En el proceso, Osborn forma su propio equipo de X-Men dirigido por la antigua mentora de Hellion, Emma Frost, e instituye un toque de queda en la ciudad. Creyendo que se trata de una última batalla por los derechos mutantes, Hellion reúne a un grupo en un bar propiedad de Avalancha con la intención de romper el toque de qued. Hellion es arrestado por Emma Frost. SEs puesto en custodia después de una batalla.
Más tarde, Hellion participa en una batalla para proteger a la mesías mutante, Hope, y los mutantes de Utopía contra Bastion. Durante la lucha, es herido y pierde la mayor parte de su antebrazo derecho. Él es finalmente estabilizado en la Atlántida, pero no puede participar en la batalla final. Después de que la flota de Centinelas Nimrod es destruida, y Hope derrota a Bastión, Hellion se enfrenta a ella, amargado por sus lesiones, pero es noqueado por Magneto.
Después, Hellion obtiene manos de metal creados por Madison Jefferies, sin embargo, su energía telequinetica, aparentemente interfiere con la operación de sus manos. Hellion está resentido con Hope Summers, culpándola por sus lesiones. 
Durante luna batalla con Karima Shapandar, los poderes de Hellion se manifiestan únicamente cuando él es capaz de sentir los objetos que toca. Hellion ataca a Karima, impulsado por su rabia reprimida, aplastándola en la batalla. Durante una conversación con Cíclope, Hellion no muestra ningún remordimiento por sus acciones y se le informa que está en libertad condicional.
Durante su encierro en Utopía, él comienza a estrechar más su relación con X-23.
Hellion dejó Utopía para seguir a Wolverine a Westchester, a la Academia Jean Grey, dirigida por Wolverine.

## Poderes
Hellion es telequinetico, capaz de volar, crear campos de fuerza y manipular objetos y personas a distancia. 
Su aura telequinetica tiene un aspecto de energía verde y sus ojos verdes tienden a brillar cuando usa sus poderes. 

## Otras versiones

### Dinastía de M
Hellion, bajo el nombre de Scion, forma parte del operativo juvenil de SHIELD dirigido por Danielle Moonstar.

## En otros medios

### Televisión
- Hellion aparece en la serie animada Wolverine y los X-Men, en episodio "Future X" con la voz de Roger Craig Smith. Él aparece como miembro de los X-Men del futuro junto con el Profesor X, Marrow, Vanisher, Bishop y Domino.

### Cine
- Hellion tiene un cameo en X-Men: The Last Stand como un estudiante de la escuela Xavier. Se le ve usando su telequinesis con un avión de papel mientras Tormenta y el profesor Xavier charlan.